# Sponsor Loterij winnaar van de week
Sponsor Loterij winnaar van de week was een televisiequiz gepresenteerd voor de TROS door Harm Edens.
In de quiz werden over het belangrijkste nieuws van de voorbije week vragen gesteld. Wie dit als beste kon, mocht de eindronde spelen. In de eindronde kreeg de finalist zes nieuwsberichten, die hij bij de goede dag diende te plaatsen. Zodra dat was gelukt, won de kandidaat een bedrag van 30.000 euro.
Na een paar uitzendingen werd het programma stopgezet vanwege het voetbal dat vaak gelijktijdig werd uitgezonden.